# アルデシュ県
アルデシュ県（アルデシュけん、Ardèche、オック語:ArdechaまたはArdecho）は、フランスのオーヴェルニュ＝ローヌ＝アルプ地域圏の県である。

## 地理
県はかつてのヴィヴァレ州とおおよそ一致する。ドローム県、ヴォクリューズ県、ガール県、ロゼール県、オート＝ロワール県、ロワール県、イゼール県と接する。
中央高地の南東部で、セヴェンヌ山脈中に位置し、東の境界にはローヌ川が流れる。
アルデシュの土壌、気候、植生は県の北と南で非常に異なる。自然環境や景観が幅広く多様であることが理由である。一方で県は、ローヌ川右岸のヴァランスから中央高地の高原まで、数千メートルの急斜面をカバーしている。
- 北西部はオート・ヴィヴァレと呼ばれ、湿度が高く緑が多い。この地方の標高の高い丘陵と低い山々は中央高地に属している。
- 南はバ・ヴィヴァレといい、石灰岩質で乾燥している。植生は地中海性である。アルデシュ川流域は壮大な渓谷を彫り上げている。地下水が非常に多く、これはカルスト地形の特徴である。
- 中央部はコワロン高原の玄武岩や石灰岩、マールが含まれた、地形学上非常に複雑な過渡期の土地である。
- ローヌ川谷はむしろ狭い。地方中央の農業に適した肥沃な土壌に村や町が点在している。これは異なる年代の沖積平野である。

県の中部から南部にかける山岳地帯は「モン・ダルデシュユネスコ世界ジオパーク」に指定される。

### 気候

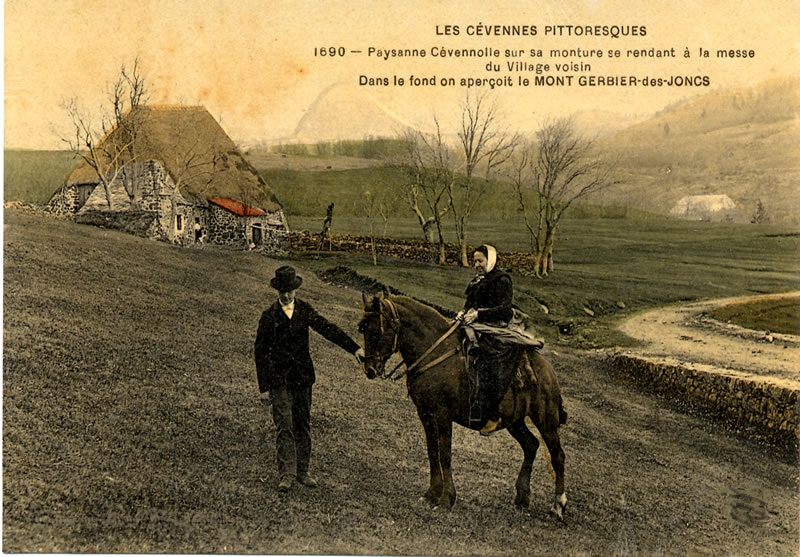
20世紀初頭に撮影されたセヴェンヌ・アルデショワーズの男女

アルデシュの気候は多様である。北部が温暖な気候である一方、南部はより地中海性気候である。
- アルデシュ・ヴェールまたはオート・アルデシュ - 県北部で標高は350mから850m。ローヌ川谷とは異なり降雪が珍しく、激しい嵐もまれ。
- アルデショワ高原 - 西部で標高は約1000m。冬は厳しく最低気温が－20℃にもなる。11月下旬から3月まで非常に多く降雪があるのが特徴。ビュルル風と呼ばれる冷たい北風は、冬の間定期的に吹く。この風で数メートルの高さの雪だまりができることもある。
- アルデシュ・メリディオナル - 地中海性の特徴である暑く乾燥した夏（オリーブの栽培地域がオーブナまで伸びている）は、セヴェンヌ山脈の標高のために極端になる。

## 歴史
1790年3月4日、スルス・ド・ラ・ロワール県（Sources de la Loire）として新設。フランス革命はヴィヴァレ全土で受け入れられたわけではなかった。貴族たちは亡命した。王党派のシュアンたちは山岳地帯に逃げ込んだ。1790年から1792年にかけ、県南部、ジャレス平野において数度の集会が開かれている。
1815年のワーテルローの戦いで第七次対仏大同盟が勝利すると、1818年11月までオーストリア軍が県を占領していた。
19世紀に県経済は発展を遂げた。製絹業、製紙業、鉱業、そして鉄道の到来の恩恵である。多くの傾斜地での農業が県内で見られた.。アルデシュ県はフランス第二帝政時代に人口がピークを記録し、1861年に約38万人がいた。農村県であり、どこにも大都市はなかった。しかしその地形のために、アルデシュは他県以上に農村からの人口流出の影響を受けた。
19世紀終わり、県南部のワイン生産者はフィロキセラ流行で被害を受けた（19世紀フランスのフィロキセラ禍）。その後アルデシュは、戦間期に重い代償を支払った。第一次世界大戦の終わった1918年、12,000人のアルデシュ出身男性が前線から戻ってこなかった。第二次世界大戦期には、抵抗者はマキに加わり、逮捕や拷問を受けたが、結果的にナチス・ドイツの退却を早めた。
戦後、小さな業種は生き残るか、ラルジャンティエール鉱山のように消滅した。農業では、20世紀半ばからエリューのモモや南部のサクランボが有名になった。1962年以降、アルデシュ県内の労働者数は、県で生活する労働者数を上回るようになった。観光業は、アルデシュの北から地中海に近い地域まで（オーブナとアルデシュ河口まで）の間で、経済の重要な要素となっている。

## 人口統計
| 1968年  | 1975年  | 1982年  | 1990年  | 1999年  | 2008年  | 2009年  | 2011年  |
| ------- | ------- | ------- | ------- | ------- | ------- | ------- | ------- |
| 256 927 | 257 065 | 267 970 | 277 581 | 286 023 | 305 804 | 313 693 | 320 736 |

出典:SPLAF、2006年および2007年はINSEE

### 主なコミューン
人口5000人以上のコミューンは以下のものである。
| コミューン                 | 人口 2007 | 変遷 2007/1999 | コミューン             | 人口 2007 | 変遷 2007/1999 |
| -------------------------- | --------- | -------------- | ---------------------- | --------- | -------------- |
| アノネー                   | 17,257    | == -1,5 %      | プリヴァ               | 8,646     | -5,6 %         |
| オーブナ                   | 11,820    | 7,3 %          | ル・トゥイユ           | 7,940     | == -0,8 %      |
| ギレラン＝グランジュ       | 10,847    | == 1,3 %       | ブール＝サンタンデオル | 7,333     | -6 %           |
| トゥルノン＝シュル＝ローヌ | 10,571    | 6,1 %          | サン＝ペレ             | 7,254     | 11,5 %         |
| 出典: Insee                |           |                |                        |           |                |

## 言語
県最北部のいくつかのコミューンではアルピタン語が話されるが、その他の県の大部分ではオック語が話される。
- オーヴェルニャ語 - 西部
- ラングドック語 - 南部
- ヴィヴァロ・アルパン語 - オー・ヴィヴァレおよびブティエール周辺

現在、こうした地方言語の話者は高齢者層だけに減っている。地域言語保存の主な動きとして、オック語研究所がある。

## 経済
産業革命は非常に早くにアルデシュに到達していた。リヨンの絹織物工房のためオリヴィエ・ド・セールが開発した養蚕がもたらされていた。20世紀初頭まで、農家は絹織物工房に卸すためにカイコを飼うマニャヌリーという建物を所有していた。しかしこの経済活動は19世紀終わりから衰退していく。いくつかの織物会社が残り、県南部には桑畑がある。
中小企業が多かったため織物製造が盛んだった。その他に自動車製造、プラスチック製造、製革業、製紙業、アグリビジネスおよびジュエリー製造があった。重工業が一部に配備されている（クリュアス原子力発電所など）。
食品製造では畜産、チーズ、製菓業（クリのクリーム、マロン・グラッセ）、ハチミツ、アルコールの分野で行われている。
県内にローヌワインの村名AOCサン＝ペレがある。

## ギャラリー

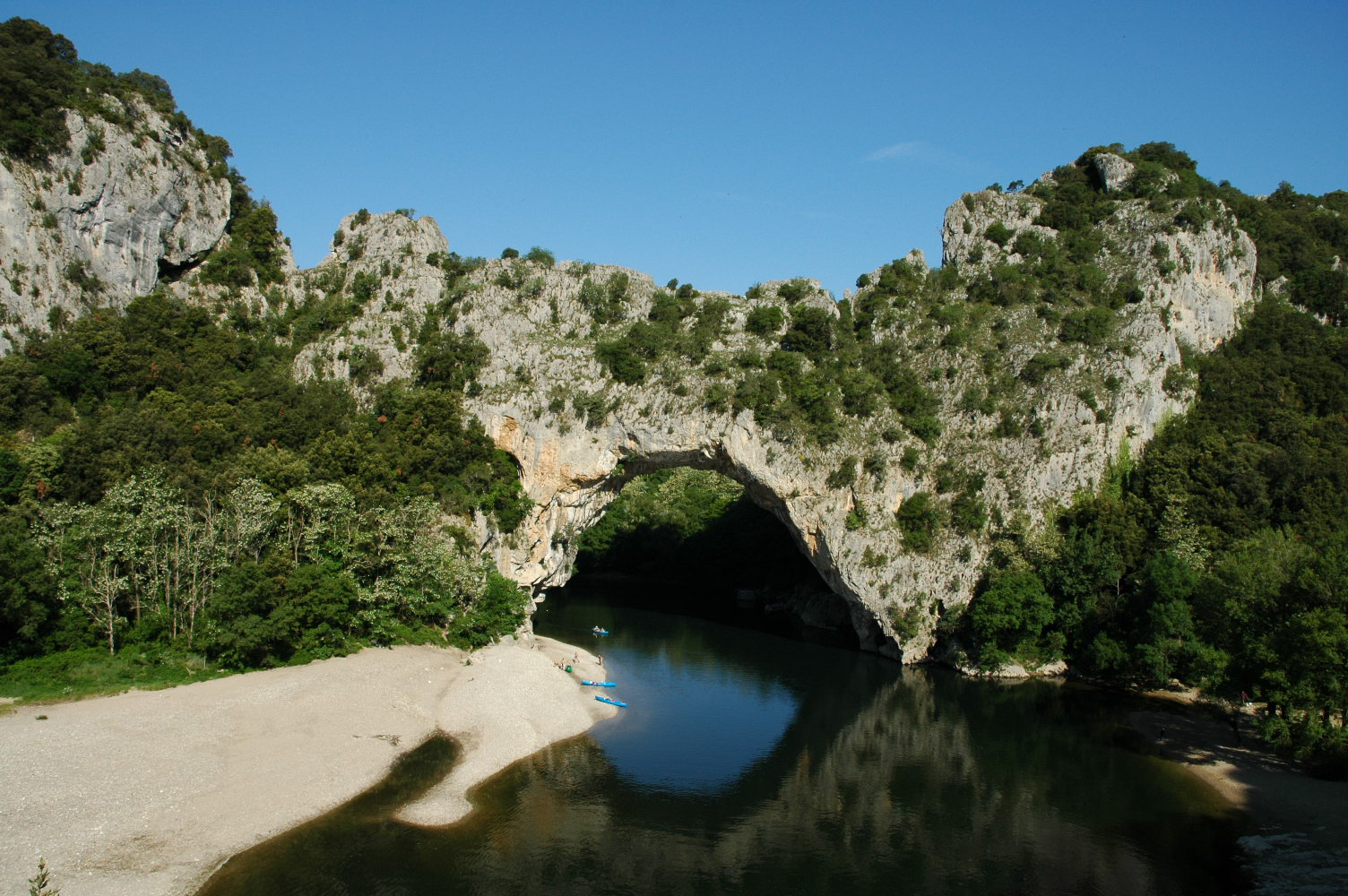
ヴァロン＝ポン＝ダルク
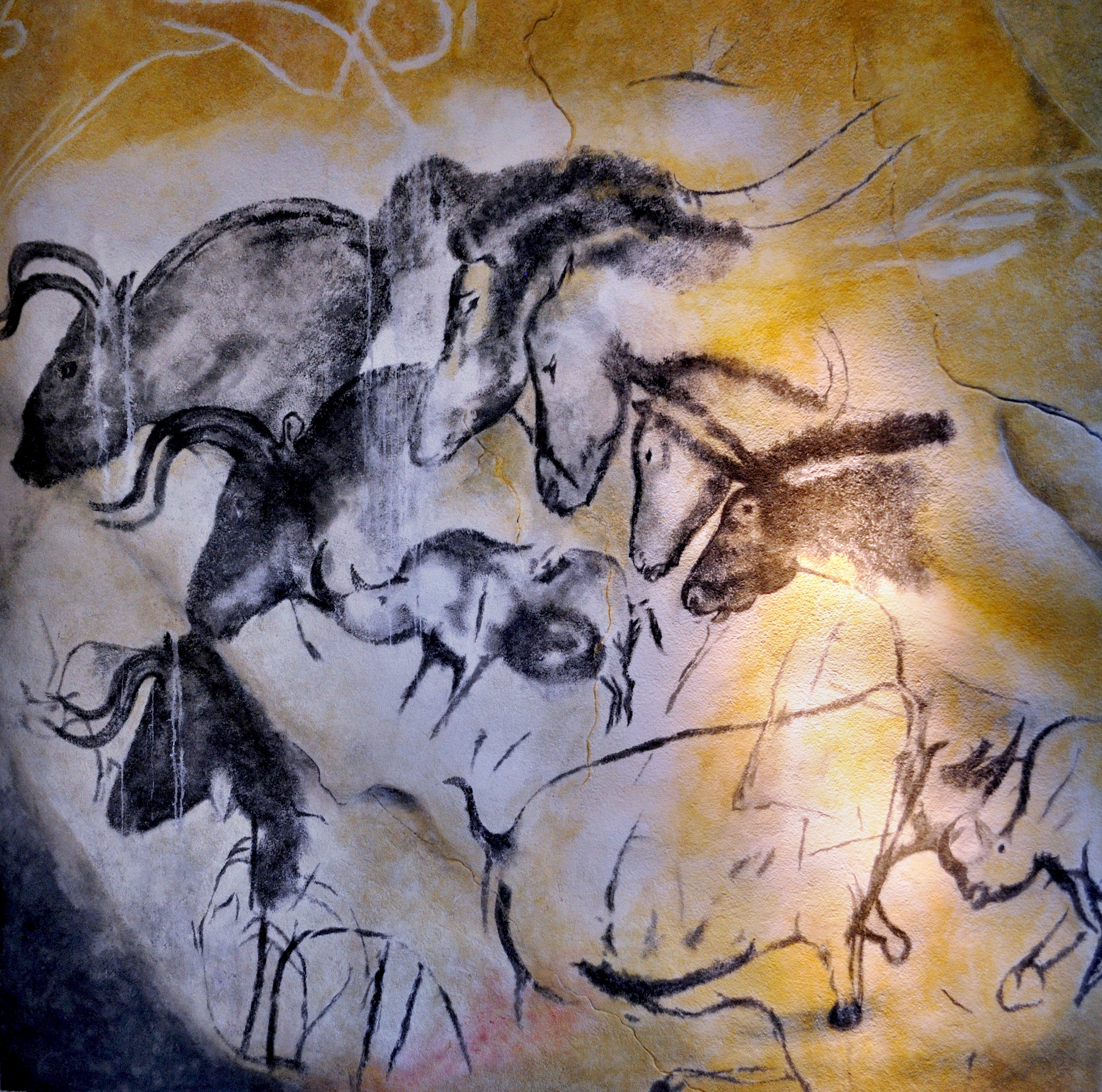
ショーヴェ洞窟壁画
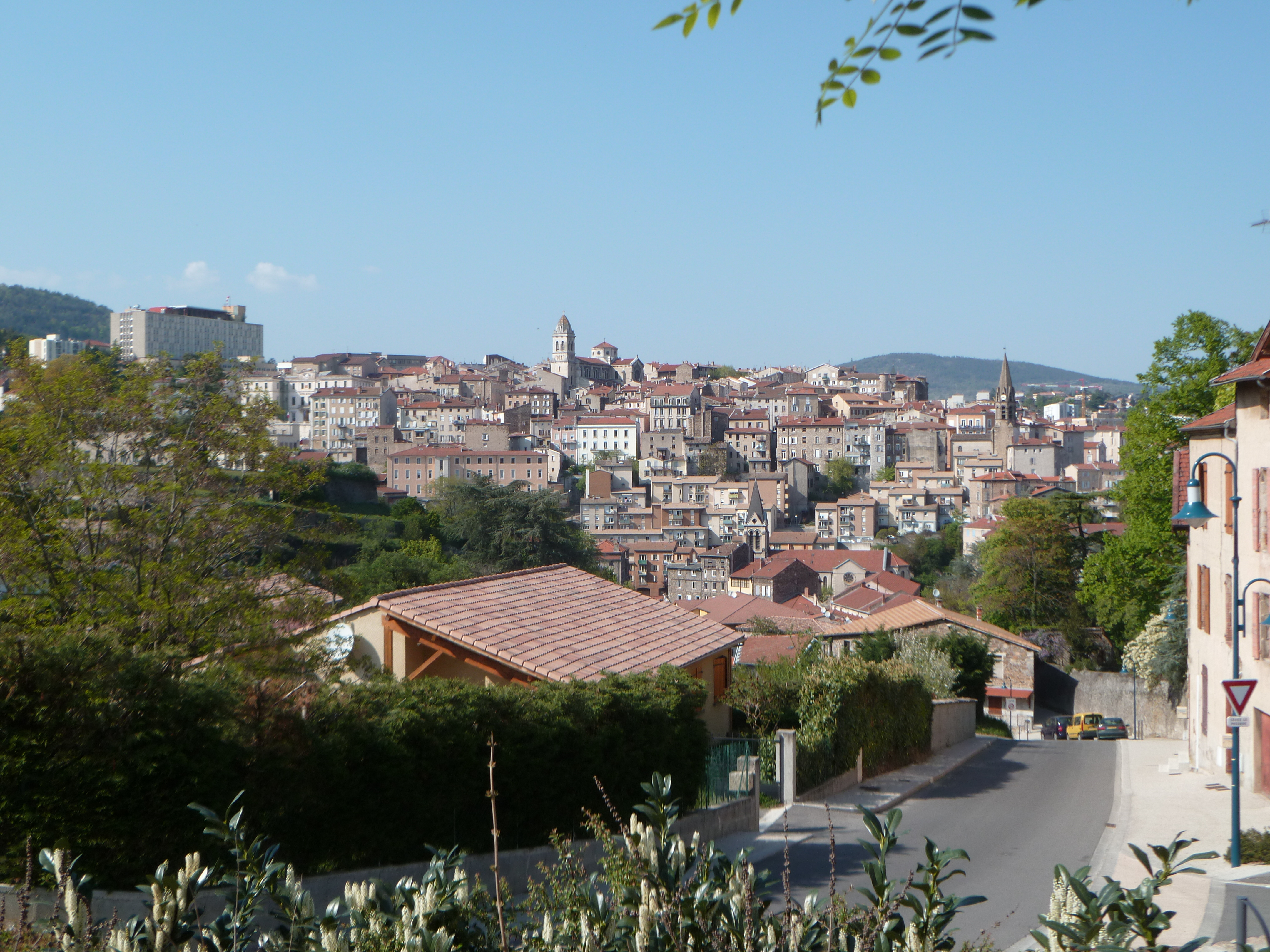
アノネー
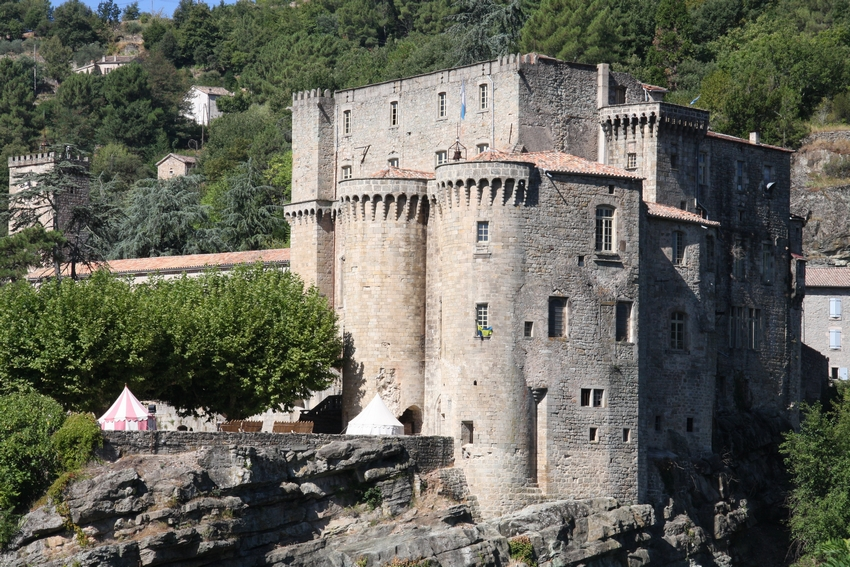
ラルジャンティエールの城
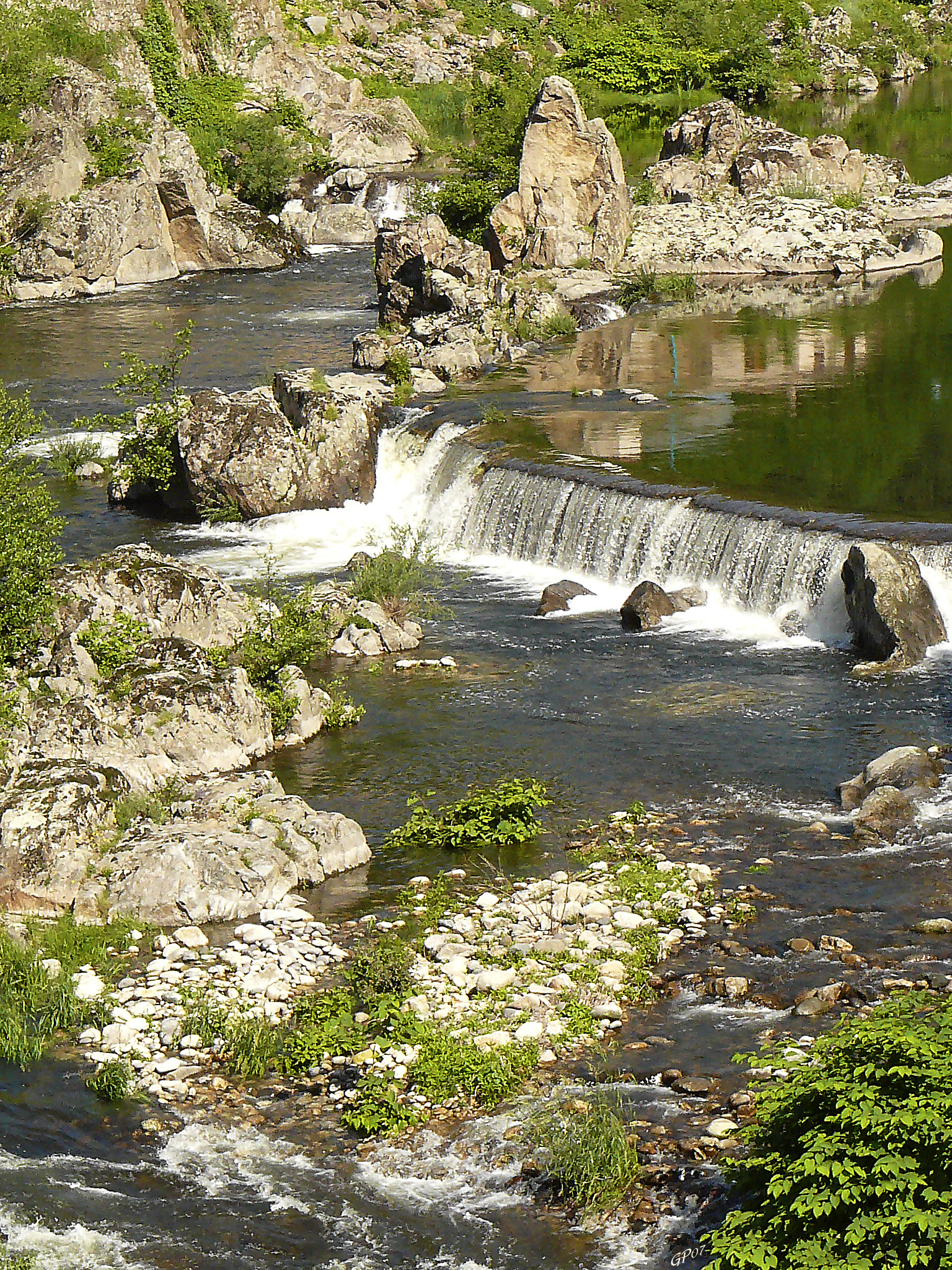
ローヌ川の支流エリュー川